# Bienvenidos al medievo
Bienvenidos al medievo es el tercer álbum de estudio de José Andrëa y Uróboros que fue lanzado al mercado el día 15 de febrero de 2019 por Martin music. Fue grabado entre los estudios Flokot «el sanatorio del sonido» (Mérida), ReviRock (Madrid) y Meigasound (Orense), producido por Chino Flores y José Andrëa, mezclado por Pablo Domínguez en DeVille Music y masterizado por Caco Refojo en PKO.

## Lista de canciones
| N.º   | Título                                         | Duración |  |
| 1.    | «Matar al rey»                                 | 4:40     |  |
| 2.    | «Una fábula de mi yo»                          | 3:35     |  |
| 3.    | «Allá donde estés tú»                          | 4:52     |  |
| 4.    | «Huir hacia adelante»                          | 3:43     |  |
| 5.    | «Sonata N. 1 (piano)»                          | 1:37     |  |
| 6.    | «Ocaso»                                        | 6:56     |  |
| 7.    | «Malaestrella»                                 | 5:31     |  |
| 8.    | «Luna negra»                                   | 10:49    |  |
| 9.    | «La canción de los deseos»                     | 5:32     |  |
| 10.   | «Alba»                                         | 4:18     |  |
| 11.   | «Bienvenidos al medievo»                       | 4:08     |  |
| 12.   | «Agua y fuego»                                 | 3:16     |  |
| 13.   | «El último jincho»                             | 5:06     |  |
| 14.   | «Pequeña balada folk (tal vez la próxima vez)» | 4:31     |  |
| 68:34 |                                                |          |  |

## Intérpretes
- José Andrëa: voz
- Pedro Díaz “Peri”: bajo
- Sergio Cisneros “Kiskilla”: teclados
- Fernando Ponce de León: flauta, whistle y gaita
- Santiago Vokram: violín
- Juan Flores “Chino”: guitarra solista
- José Rubio: guitarra rítmica
- Teto Viejo: Batería